# Jugoslavija na Poletnih olimpijskih igrah 1976
Socialistično federativno republiko Jugoslavijo je na Poletnih olimpijskih igrah 1976 v Montrealu zastopalo oseminosemdeset športnikov v štirinajstih športih. Osvojili so dve zlati ter po tri srebrne in bronaste medalje.

## Medalje
| Medalja | Tekmovalec | Šport                | Disciplina                                      |
| ------- | --- | -------------------- | ----------------------------------------------- |
| 1       | Matija Ljubek | Kanu na divjih vodah | Moški 1000 m posamično                          |
| 1       | Momir Petković | Rokoborba            | Moški grško-rimski slog srednja kategorija      |
| 2       | Tadija Kačar | Boks                 | Moški polsrednja kategorija                     |
| 2       | Ivan Frgić | Rokoborba            | Moški grško-rimski slog kategorija bantamweight |
| 2       | Krešimir Ćosić Dražen Dalipagić Mirza Delibašić Blagoje Georgijevski Vinko Jelovac Željko Jerkov Dragan Kićanović Andro Knego Zoran Slavnić Damir Šolman Žarko Varajić Rajko Žižić | Košarka              | Moški ekipno                                    |
| 3       | Matija Ljubek | Kanu na divjih vodah | Moški 500 m posamično                           |
| 3       | Ace Rusevski | Boks                 | Moški lahka kategorija                          |
| 3       | Slavko Obadov | Judo                 | Moška srednja kategorija                        |